# Jules Lavigne
Pour les articles homonymes, voir Lavigne.
Jules Lavigne est un footballeur belge, né Lemaire, le 10 mars 1901 à Uccle (Belgique) et mort en 1957.

## Biographie
Jules Lavigne a évolué comme défenseur durant l'entre-deux-guerres au Racing Club Bruxelles et en équipe de Belgique.
Le Racing de Bruxelles qui dominait le Championnat de Belgique avant la guerre a alors du mal à tenir son rang et doit quitter l'élite une première fois en 1925. Le club bruxellois Champion de Division 2 en 1926, revient en Division 1 jusqu'en 1930, année où il connait à nouveau la descente en Division inférieure. En 1932, les Racingmen parviennent à remonter pour deux saisons.  
Malgré les difficultés de son club, Jules Lavigne a une carrière internationale : avec les Diables Rouges, il a ainsi joué deux matches aux jeux olympiques de 1928 aux Pays-Bas. Il a joué en tout dix rencontres en équipe nationale. Ses quatre derniers matches ont même été effectué alors que son club évoluait en Division 2. C'était une preuve de la qualité du joueur.
Jules Lavigne termine sa carrière en 1938-1939 au Royal Dottignies Sport.

## Palmarès
- International A de 1928 à 1932 (10 sélections)
- Participation aux Jeux Olympiques de 1928 (2 matches joués)
- Champion de Division 2  en 1926 (groupe A) et en 1932 (groupe B)  avec le Racing Club Bruxelles